# Бетани (Оклахома)
Бетани (англ. Bethany) — город в округе Оклахома, штат Оклахома, США и часть агломерации Оклахома-Сити. По данным переписи 2020 года, в Бетани проживает 20 831 человек, что на 9,3% больше, чем в 2010 году.

## Население
| 2010   | 2020    |
| ------ | ------- |
| 19 051 | ↗20 831 |